# Revisionisme (marxisme)

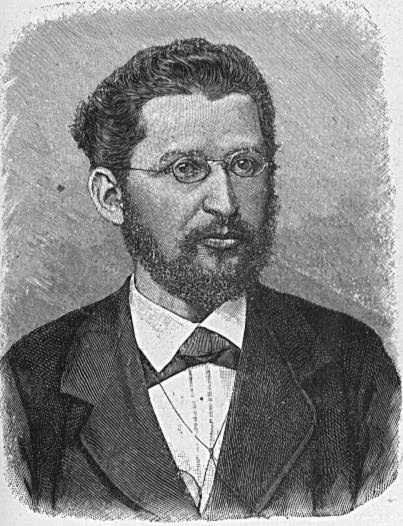
Eduard Bernstein, fundador de la moderna socialdemocràcia europea i que va originar el revisionisme dins del moviment marxista.

El revisionisme en el marxisme és un terme que s'ha usat per a referir-se a diverses idees, principis i teories que estan basades en una revisió significativa de les tesis fonamentals marxistes. Aquest terme és usat més sovint per part d'aquells maxistes que creuen que aquestes revisions suposen un abandonament del marxisme. Per això, revisionisme sovint porta connotacios pejoratives. Aquells identificats com "revisionistes" han criticat el marxisme "ortodox" com també han criticat Karl Kautsky per la seva idea de socialisme d'estat.

## Història
El terme "revisionisme" s'ha usat sota un gran nombre de contexts per a referir-se a diferents revisions (o preteses revisions) de la teoria marxista.
Fonamentalment el revisionisme, en la formulació d'Eduard Bernstein, que va relatar que el terme sorgí cap a 1903 o 1904 com a reacció enfront del llibre d'Alfred Nossig titulat precisament Die Revision des Sozialismus,
consisteix en la defensa d'aquests punts de vista:
- El marxisme no és purament materialista ni purament econòmic.
- A la història no actuen exclusivament forces econòmiques.
- La teoria de la plusvàlua és simplista i massa abstracta.
- Encara que s'admeti la lluita de classes, no es dona exclusivament entre capitalistes i proletaris, sinó entre els capitalistes entre ells mateixos i els proletaris entre ells mateixos.
- No cal una revolució violenta per arribar el socialisme, perquè s'hi pot arribar mitjanaçant una evolució pacífica a través del sindicalisme i de l'acció política.[4]

Eduard Bernstein i altres socialistes com Jean Jaurès van revisar les idees de Karl Marx dient que es pot assolir el socialisme gradualment amb reformes graduals dins del mateix sistema capitalista.
- Durant les dècades de 1940 i 1950, el terme “revisionisme” va ser utilitzat dins del Moviment Comunista Internacional, pels marxistes-leninistes per a fer referència a aquells comunistes que ja en aquell moment proposaven focalitzar-se en els béns de consum en lloc de la indústria pesant i els qui acceptaven les implícites diferències nacionals i donaven suport a les reformes democràtiques. També els seguidors del líder iugoslau Josip Broz Tito van ser acusats de ser revisionistes.

- A inicis del decenni de 1960 el líder xinès Mao Zedong (o Mao Tsetung), junt amb elements radicals del partit comunista xinès, van tornar a usar el terme “revisionisme” per atacar l'URSS en general i al seu premier, Nikita Krushchov, en particular.